# DJ Thomas
DJ Thomas, właściwie Tomasz Leński (ur. w Bielsku-Białej) – polski DJ i producent muzyczny mieszkający obecnie w Andrychowie. Jest rezydentem, menadżerem i DJ dyskoteki Energy 2000. Z klubem tym związany jest od 1998 roku (czyli od początku jego działalności pod obecną nazwą). Jest współproducentem (wraz z DJ Hubertusem)  promocyjnych płyt Energy Mix.
DJ Thomas zaczynał swoją karierę w 1990 roku, grając w klubach i dyskotekach południowej Polski (np. w Wiśle, Ustroniu, Bielsku-Białej). Wraz z DJ Hubertusem występował wielokrotnie (z dużym powodzeniem) w turniejach i mistrzostwach dla DJ-ów.